# Jastorfer See
Der Jastorfer See ist ein Baggersee zwischen Uelzen und Bad Bevensen. Er liegt direkt östlich des Elbe-Seitenkanals und ist in den 1970er-Jahren durch Bodenabbau im Zuge des Baus des Kanals entstanden. Der westliche Bereich des Sees war mit seinen Uferbereichen dabei als Ausgleichs- und Ersatzmaßnahme für den Bau des Kanals geplant und wurde entsprechend als Naturschutzgewässer entwickelt. Dafür wurden Flach- und Tiefwasserzonen und die Uferlinie des späteren Sees angelegt. Seit November 1977 steht dieser Bereich als „Vogelfreistätte Jastorfer See“ unter Naturschutz. Der übrige Bereich war zunächst als Naherholungsgebiet vorgesehen. Heute steht der See, der nahezu vollständig von Gehölzen und Röhrichtbereichen umgeben ist, vollständig dem Naturschutz zur Verfügung, auch wenn nur Teilflächen als Naturschutzgebiet gesichert sind. Er ist ein wichtiger Lebensraum u. a. für Wasservögel und Amphibien. Im Bereich des Sees konnten rund 140 Vogelarten, davon knapp 50 Brutvogelarten, nachgewiesen werden.
Am Nordufer des Sees befindet sich eine Aussichtsplattform, von der aus der größte Teil des Sees eingesehen werden kann.
Der See wird seit 1984 von der Kreisgruppe Uelzen des Naturschutzbundes Deutschland (NABU) betreut.